# 스콧 워커 (정치인)
스콧 케빈 워커(Scott Kevin Walker, 1967년 11월 2일 ~ )는 미국의 정치인으로 제45대 위스콘신주 주지사이다.

## 학력
- 마켓 대학교

## 경력
- 1993.06 ~ 2002.04 제91·92·93·94·95대 위스콘신주 제14선거구 하원의원
- 2002.04 ~ 2010.12 제5대 밀워키 카운티 행정관
- 2011.01 ~ 2019.01 제45대 위스콘신 주지사
- 2016.11 ~ 2017.11 공화당 주지사 연합 의장
- 2016 미국 대선 공화당 경선 후보

## 역대 선거 결과
| 선거명        | 직책명                         | 대수 | 정당   | 득표율  | 득표수      | 결과 | 당락                      |
| ------------- | ------------------------------ | ---- | ------ | ------- | ----------- | ---- | ------------------------- |
| 1990년 선거   | 하원의원 (위스콘신 제7선거구)  | 90대 | 공화당 | 30.52%  | 1,690표     | 2위  | 낙선                      |
| 1993년 재선거 | 하원의원 (위스콘신 제14선거구) | 91대 | 공화당 | 57.24%  | 5,027표     | 1위  | 위스콘신 주의원 당선      |
| 1994년 선거   | 하원의원 (위스콘신 제14선거구) | 92대 | 공화당 | 100.00% | 15,487표    | 1위  | 위스콘신 주의원 당선      |
| 1996년 선거   | 하원의원 (위스콘신 제14선거구) | 93대 | 공화당 | 61.53%  | 15,658표    | 1위  | 위스콘신 주의원 당선      |
| 1998년 선거   | 하원의원 (위스콘신 제14선거구) | 94대 | 공화당 | 67.64%  | 14,110표    | 1위  | 위스콘신 주의원 당선      |
| 2000년 선거   | 하원의원 (위스콘신 제14선거구) | 95대 | 공화당 | 97.98%  | 20,268표    | 1위  | 위스콘신 주의원 당선      |
| 2002년 재선거 | 밀워키 카운티 행정관           | 5대  | 무소속 | 55.18%  | 99,850표    | 1위  | 밀워키 카운티 행정관 당선 |
| 2004년 선거   | 밀워키 카운티 행정관           | 5대  | 무소속 | 57.40%  | 136,203표   | 1위  | 밀워키 카운티 행정관 당선 |
| 2008년 선거   | 밀워키 카운티 행정관           | 5대  | 무소속 | 58.77%  | 98,039표    | 1위  | 밀워키 카운티 행정관 당선 |
| 2010년 선거   | 위스콘신 주지사                | 45대 | 공화당 | 52.25%  | 1,128,941표 | 1위  | 위스콘신 주지사 당선      |
| 2012년 선거   | 위스콘신 주지사                | 45대 | 공화당 | 53.08%  | 1,335,585표 | 1위  | 위스콘신 주지사 당선      |
| 2014년 선거   | 위스콘신 주지사                | 45대 | 공화당 | 52.26%  | 1,259,706표 | 1위  | 위스콘신 주지사 당선      |
| 2018년 선거   | 위스콘신 주지사                | 46대 | 공화당 | 48.45%  | 1,295,080표 | 2위  | 낙선                      |